# Begovac
 Begovac  falu Horvátországban, Károlyváros megyében. Közigazgatásilag Saborskóhoz tartozik.

## Fekvése
Károlyvárostól 54 km-re délre, községközpontjától 6 km-re északnyugatra, a 42-es főút mellett fekszik.

## Története
A szerbek lakta településnek 1857-ben 167, 1910-ben 238 lakosa volt. Trianonig Modrus-Fiume vármegye Ogulini járásához tartozott. 1991 és 1995 között a Krajinai Szerb Köztársaság része volt. 1995 augusztusában a Vihar hadművelet idején lakosságának nagy része elmenekült. 2011-ben a falunak 18 lakosa volt.

## Lakosság
| Lakosság változása | Lakosság változása | Lakosság változása | Lakosság változása | Lakosság változása | Lakosság változása | Lakosság változása | Lakosság változása | Lakosság változása | Lakosság változása | Lakosság változása | Lakosság változása | Lakosság változása | Lakosság változása | Lakosság változása | Lakosság változása |
| ------------------ | ------------------ | ------------------ | ------------------ | ------------------ | ------------------ | ------------------ | ------------------ | ------------------ | ------------------ | ------------------ | ------------------ | ------------------ | ------------------ | ------------------ | ------------------ |
| 1857               | 1869               | 1880               | 1890               | 1900               | 1910               | 1921               | 1931               | 1948               | 1953               | 1961               | 1971               | 1981               | 1991               | 2001               | 2011               |
| 167                | 254                | 259                | 300                | 296                | 238                | 234                | 310                | 296                | 281                | 256                | 218                | 185                | 174                | 25                 | 18                 |

## Nevezetességei
Határában található a Begovac-tó egy időszakosan kiszáradó állóvíz.